# 2020年アメリカ合衆国週末興行成績1位の映画一覧
本項目は、2020年のアメリカ合衆国での週末興行成績1位の映画の一覧を記す。
| #  | 日付           | 邦題/原題 | 興業収入 ($) | 備考 |
| -- | -------------- | --- | --- | --- |
| 1  | 2020年1月5日   | スター・ウォーズ/スカイウォーカーの夜明け Star Wars: Episode IX – The Rise of Skywalker                                | $34,524,815 | |
| 2  | 2020年1月12日  | 1917 命をかけた伝令 1917                                                                                               | $37,000,200 | 同作品は3週目で初の1位を獲得した。 |
| 3  | 2020年1月19日  | バッドボーイズ フォー・ライフ Bad Boys for Life                                                                        | $62,504,105 | |
| 4  | 2020年1月26日  | バッドボーイズ フォー・ライフ Bad Boys for Life                                                                        | $34,011,714 | |
| 5  | 2020年2月2日   | バッドボーイズ フォー・ライフ Bad Boys for Life                                                                        | $17,682,959 | |
| 6  | 2020年2月9日   | ハーレイ・クインの華麗なる覚醒 BIRDS OF PREY Birds of Prey (and the Fantabulous Emancipation of One Harley Quinn)      | $33,010,017 | |
| 7  | 2020年2月16日  | ソニック・ザ・ムービー Sonic the Hedgehog                                                                              | $58,018,348 | 『名探偵ピカチュウ』が記録したビデオゲームを題材にした作品の最高初動成績(5440万ドル)を破り、歴代1位となった。 |
| 8  | 2020年2月23日  | ソニック・ザ・ムービー Sonic the Hedgehog                                                                              | $26,192,294 | |
| 9  | 2020年3月1日   | 透明人間 The Invisible Man                                                                                             | $28,205,665 | |
| 10 | 2020年3月8日   | 2分の1の魔法 Onward | $39,119,861 | |
| 11 | 2020年3月15日  | 2分の1の魔法 Onward | $10,601,952 | - 全体の興行収入は5,365万2,147ドルとなり、2000年11月1日 - 3日の週末に記録した興収4,904万1,272ドル以来約20年ぶりとなる低さを記録した。 - 『ソニック・ザ・ムービー』は2019年公開の『名探偵ピカチュウ』が記録した、ビデオゲームを題材にした作品の最高興行収入(1億4,410万5,346ドル)を破り、歴代1位となった(1億4,575万3,912ドル)。 |
| 12 | 2020年3月22日  | 新型コロナウイルス感染症による劇場の閉鎖、各配給会社によるレポートが休止しているため、Box officeによるレポートは休止。 | 新型コロナウイルス感染症による劇場の閉鎖、各配給会社によるレポートが休止しているため、Box officeによるレポートは休止。 | Box Office MojoとThe Numbersは「Phoenix, Oregon」(3,842ドル)を1位として挙げ、Deadline Hollywoodは「2分の1の魔法」(ドライブインシアターからの収入が約7万1,000ドル稼いだため)を1位として挙げた。 |
| 13 | 2020年3月29日  | 新型コロナウイルス感染症による劇場の閉鎖、各配給会社によるレポートが休止しているため、Box officeによるレポートは休止。 | 新型コロナウイルス感染症による劇場の閉鎖、各配給会社によるレポートが休止しているため、Box officeによるレポートは休止。 | Box Office MojoとThe Numbersは「Strike」(1,934ドル)を1位として挙げ、Deadline Hollywoodは「2分の1の魔法」(ドライブインシアターからの収入が約5万2,500ドル稼いだため)を1位として挙げた。 |
| 14 | 2020年4月5日   | 新型コロナウイルス感染症による劇場の閉鎖、各配給会社によるレポートが休止しているため、Box officeによるレポートは休止。 | 新型コロナウイルス感染症による劇場の閉鎖、各配給会社によるレポートが休止しているため、Box officeによるレポートは休止。 | Box Office Mojoは「Phoenix, Oregon」(2,903ドル)、The Numbersは「The Other Lamb」(1,934ドル)を1位として挙げ、Deadline Hollywoodは「透明人間」(ドライブインシアターからの収入が約3万6,000ドル稼いだため)を1位として挙げた。 |
| 15 | 2020年4月12日  | 新型コロナウイルス感染症による劇場の閉鎖、各配給会社によるレポートが休止しているため、Box officeによるレポートは休止。 | 新型コロナウイルス感染症による劇場の閉鎖、各配給会社によるレポートが休止しているため、Box officeによるレポートは休止。 | Box Office Mojoは「Swallow/スワロウ」(1,750ドル)を1位として挙げ、Deadline Hollywoodは「トロールズ ミュージック★パワー」(劇場とビデオオンデマンドで同時にリリースし、収入が約6万ドル稼いだため)を1位として挙げた。 |
| 16 | 2020年4月19日  | 新型コロナウイルス感染症による劇場の閉鎖、各配給会社によるレポートが休止しているため、Box officeによるレポートは休止。 | 新型コロナウイルス感染症による劇場の閉鎖、各配給会社によるレポートが休止しているため、Box officeによるレポートは休止。 | Box Office Mojoは「沈黙のレジスタンス 〜ユダヤ孤児を救った芸術家〜」と「Swallow/スワロウ」(2,490ドル)を1位として挙げ、Deadline Hollywoodは「トロールズ ミュージック★パワー」(収入が約10万ドル稼いだため)を1位として挙げた。                                                                                                   |
| 17 | 2020年4月26日  | 新型コロナウイルス感染症による劇場の閉鎖、各配給会社によるレポートが休止しているため、Box officeによるレポートは休止。 | 新型コロナウイルス感染症による劇場の閉鎖、各配給会社によるレポートが休止しているため、Box officeによるレポートは休止。 | Box Office Mojoは「トゥルー・ヒストリー・オブ・ザ・ケリー・ギャング」(9,839ドル)を1位として挙げ、Indiewireは「トロールズ ミュージック★パワー」(収入については不明)を1位として挙げた。 |
| 18 | 2020年5月3日   | 新型コロナウイルス感染症による劇場の閉鎖、各配給会社によるレポートが休止しているため、Box officeによるレポートは休止。 | 新型コロナウイルス感染症による劇場の閉鎖、各配給会社によるレポートが休止しているため、Box officeによるレポートは休止。 | Box Office Mojoは「The Wretched」(6万5,908ドル)を1位として挙げ、Indiewireは「トロールズ ミュージック★パワー」(収入については不明)を1位として挙げた。 |
| 19 | 2020年5月10日  | 新型コロナウイルス感染症による劇場の閉鎖、各配給会社によるレポートが休止しているため、Box officeによるレポートは休止。 | 新型コロナウイルス感染症による劇場の閉鎖、各配給会社によるレポートが休止しているため、Box officeによるレポートは休止。 | Box Office Mojoは「The Wretched」(9万6,000ドル)を1位として挙げ、Indiewireは「トロールズ ミュージック★パワー」(収入については不明)を1位として挙げた。 |
| 20 | 2020年5月17日  | 新型コロナウイルス感染症による劇場の閉鎖、各配給会社によるレポートが休止しているため、Box officeによるレポートは休止。 | 新型コロナウイルス感染症による劇場の閉鎖、各配給会社によるレポートが休止しているため、Box officeによるレポートは休止。 | Box Office Mojoは「The Wretched」(9万1,975ドル)を1位として挙げ、Indiewireは「トロールズ ミュージック★パワー」(収入については不明)を1位として挙げた。 |
| 21 | 2020年5月24日  | 新型コロナウイルス感染症による劇場の閉鎖、各配給会社によるレポートが休止しているため、Box officeによるレポートは休止。 | 新型コロナウイルス感染症による劇場の閉鎖、各配給会社によるレポートが休止しているため、Box officeによるレポートは休止。 | Box Office Mojoは「The Wretched」(21万6,288ドル)を1位として挙げ、IndiewireとDeadline Hollywoodは「トロールズ ミュージック★パワー」(60万4,000ドル)を1位として挙げた。 |
| 22 | 2020年5月31日  | 新型コロナウイルス感染症による劇場の閉鎖、各配給会社によるレポートが休止しているため、Box officeによるレポートは休止。 | 新型コロナウイルス感染症による劇場の閉鎖、各配給会社によるレポートが休止しているため、Box officeによるレポートは休止。 | Box Office Mojoは「The Wretched」(17万5,637ドル)を1位として挙げ、IndiewireとDeadline Hollywoodは「トロールズ ミュージック★パワー」(33万7,800ドル)を1位として挙げた。 |
| 23 | 2020年6月7日   | 新型コロナウイルス感染症による劇場の閉鎖、各配給会社によるレポートが休止しているため、Box officeによるレポートは休止。 | 新型コロナウイルス感染症による劇場の閉鎖、各配給会社によるレポートが休止しているため、Box officeによるレポートは休止。 | Box Office Mojoは「The Wretched」(20万7,212ドル)を1位として挙げ、Deadline Hollywoodは「トロールズ ミュージック★パワー」(30万2,000ドル)を1位として挙げた。 |
| 24 | 2020年6月14日  | 新型コロナウイルス感染症による劇場の閉鎖、各配給会社によるレポートが休止しているため、Box officeによるレポートは休止。 | 新型コロナウイルス感染症による劇場の閉鎖、各配給会社によるレポートが休止しているため、Box officeによるレポートは休止。 | Box Office Mojoは「Becky」(19万4,671ドル)を1位として挙げ、Deadline Hollywoodは「透明人間」(38万3,000ドル)を1位として挙げた。 |
| 25 | 2020年6月21日  | 新型コロナウイルス感染症による劇場の閉鎖、各配給会社によるレポートが休止しているため、Box officeによるレポートは休止。 | 新型コロナウイルス感染症による劇場の閉鎖、各配給会社によるレポートが休止しているため、Box officeによるレポートは休止。 | Box Office Mojo、Deadline Hollywoodは「ジュラシック・パーク」(51万7,600ドル)を1位として挙げた。 |
| 26 | 2020年6月28日  | 新型コロナウイルス感染症による劇場の閉鎖、各配給会社によるレポートが休止しているため、Box officeによるレポートは休止。 | 新型コロナウイルス感染症による劇場の閉鎖、各配給会社によるレポートが休止しているため、Box officeによるレポートは休止。 | Box Office Mojoは「Becky」(8万3,218ドル)を1位として挙げ、Deadline Hollywoodは「ズートピア」(28万ドル)を1位として挙げた。 |
| 27 | 2020年7月5日   | 新型コロナウイルス感染症による劇場の閉鎖、各配給会社によるレポートが休止しているため、Box officeによるレポートは休止。 | 新型コロナウイルス感染症による劇場の閉鎖、各配給会社によるレポートが休止しているため、Box officeによるレポートは休止。 | Box Office Mojo、Deadline Hollywoodは「ゴーストバスターズ」(Box Office Mojoは50万ドル、Deadline Hollywoodは55万ドル)を1位として挙げた。 |
| 28 | 2020年7月12日  | 新型コロナウイルス感染症による劇場の閉鎖、各配給会社によるレポートが休止しているため、Box officeによるレポートは休止。 | 新型コロナウイルス感染症による劇場の閉鎖、各配給会社によるレポートが休止しているため、Box officeによるレポートは休止。 | Box Office Mojo、Deadline Hollywoodは「スター・ウォーズ エピソード5/帝国の逆襲」(61万1,000ドル)を1位として挙げた。 |
| 29 | 2020年7月19日  | 新型コロナウイルス感染症による劇場の閉鎖、各配給会社によるレポートが休止しているため、Box officeによるレポートは休止。 | 新型コロナウイルス感染症による劇場の閉鎖、各配給会社によるレポートが休止しているため、Box officeによるレポートは休止。 | Box Office Mojoは「レリック -遺物-」(16万4,174ドル)、Deadline Hollywoodは「美女と野獣」(46万7,000ドル)を1位として挙げた。 |
| 30 | 2020年7月26日  | 新型コロナウイルス感染症による劇場の閉鎖、各配給会社によるレポートが休止しているため、Box officeによるレポートは休止。 | 新型コロナウイルス感染症による劇場の閉鎖、各配給会社によるレポートが休止しているため、Box officeによるレポートは休止。 | Box Office Mojo、Deadline Hollywoodは「サイコハウス 血を誘う家」(40万3,852ドル)を1位として挙げた。 |
| 31 | 2020年8月2日   | 新型コロナウイルス感染症による劇場の閉鎖、各配給会社によるレポートが休止しているため、Box officeによるレポートは休止。 | 新型コロナウイルス感染症による劇場の閉鎖、各配給会社によるレポートが休止しているため、Box officeによるレポートは休止。 | Box Office Mojo、Deadline Hollywoodは「サイコハウス 血を誘う家」(31万7,823ドル)を1位として挙げた。 |
| 32 | 2020年8月9日   | 新型コロナウイルス感染症による劇場の閉鎖、各配給会社によるレポートが休止しているため、Box officeによるレポートは休止。 | 新型コロナウイルス感染症による劇場の閉鎖、各配給会社によるレポートが休止しているため、Box officeによるレポートは休止。 | Box Office Mojo、Deadline Hollywoodは「L.A.スクワッド」(Box Office Mojoは30万9,694ドル、Deadline Hollywoodは31万7,000ドル)を1位として挙げた。 |
| 33 | 2020年8月16日  | 新型コロナウイルス感染症による劇場の閉鎖、各配給会社によるレポートが休止しているため、Box officeによるレポートは休止。 | 新型コロナウイルス感染症による劇場の閉鎖、各配給会社によるレポートが休止しているため、Box officeによるレポートは休止。 | Box Office Mojo、Deadline Hollywoodは「スポンジ・ボブ: スポンジ・オン・ザ・ラン」(カナダで公開され、収入は86万5,824ドル)を1位として挙げた。 |
| 34 | 2020年8月23日  | アオラレ Unhinged | 0$4,060,000 | - 同作品は2週目で初の1位を獲得した。 - 同作品は新型コロナウイルス感染症による劇場閉鎖からは初となる全土公開された映画(1,823館)となった。 |
| 35 | 2020年8月30日  | ニュー・ミュータント The New Mutants                                                                                   | 0$7,037,017 | 国内の劇場62%が開館し、「ニュー・ミュータント」は2,412館で公開され、1位となった。 |
| 36 | 2020年9月6日   | TENET テネット TENET                                                                                                   | $20,200,000 | 国内の劇場65%が開館し、「TENET テネット」は2,810館で公開され、劇場閉鎖からでは初の週末興収が1,000万ドルを超えた。 |
| 37 | 2020年9月13日  | TENET テネット TENET                                                                                                   | 0$6,700,000 | |
| 38 | 2020年9月20日  | TENET テネット TENET                                                                                                   | 0$4,700,000 | |
| 39 | 2020年9月27日  | TENET テネット TENET                                                                                                   | 0$3,400,000 | |
| 40 | 2020年10月4日  | TENET テネット TENET                                                                                                   | 0$2,700,000 | |
| 41 | 2020年10月11日 | グランパ・ウォーズ おじいちゃんと僕の宣戦布告 The War with Grandpa                                                     | 0$3,623,880 | |
| 42 | 2020年10月18日 | ファイナル・プラン Honest Thief                                                                                        | 0$4,115,249 | |
| 43 | 2020年10月25日 | ファイナル・プラン Honest Thief                                                                                        | 0$2,354,022 | |
| 44 | 2020年11月1日  | カム・プレイ Come Play                                                                                                 | 0$3,119,875 | |
| 45 | 2020年11月8日  | すべてが変わった日 Let Him Go                                                                                          | 0$4,000,470 | |
| 46 | 2020年11月15日 | ザ・スイッチ Freaky | 0$3,600,355 | |
| 47 | 2020年11月22日 | ザ・スイッチ Freaky | 0$1,281,150 | |
| 48 | 2020年11月29日 | クルードさんちのあたらしい冒険 The Croods: A New Age                                                                   | 0$9,724,200 | |
| 49 | 2020年12月6日  | クルードさんちのあたらしい冒険 The Croods: A New Age                                                                   | 0$4,439,855 | |
| 50 | 2020年12月13日 | クルードさんちのあたらしい冒険 The Croods: A New Age                                                                   | 0$3,060,535 | |
| 51 | 2020年12月20日 | モンスターハンター Monster Hunter                                                                                      | 0$2,201,269 | 国内の劇場2,300館が開館し、「モンスターハンター」は1,736館で公開された。 |
| 52 | 2020年12月27日 | ワンダーウーマン 1984 Wonder Woman 1984                                                                                | $16,700,000 | 国内の劇場35%が開館し、「ワンダーウーマン 1984」は2,100館で公開された。 |

## 最高興行収入
| #  | 邦題/原題 | 配給                 | 累計興業収入 ($) |
| -- | --- | -------------------- | ---------------- |
| 1  | バッドボーイズ フォー・ライフ Bad Boys for Life                                                                   | ソニー               | $204,417,855     |
| 2  | 1917 命をかけた伝令 1917                                                                                          | ユニバーサル         | $157,901,466     |
| 3  | ソニック・ザ・ムービー Sonic the Hedgehog                                                                         | パラマウント         | $146,066,470     |
| 4  | ジュマンジ/ネクスト・レベル Jumanji: The Next Level                                                               | ソニー               | $124,736,710     |
| 5  | スター・ウォーズ/スカイウォーカーの夜明け Star Wars: Episode IX – The Rise of Skywalker                           | ディズニー           | $124,496,308     |
| 6  | ハーレイ・クインの華麗なる覚醒 BIRDS OF PREY Birds of Prey (and the Fantabulous Emancipation of One Harley Quinn) | ワーナー・ブラザース | 0$84,158,461     |
| 7  | ドクター・ドリトル Dolittle                                                                                       | ユニバーサル         | 0$77,047,065     |
| 8  | ストーリー・オブ・マイライフ/わたしの若草物語 Little Women                                                        | ソニー               | 0$70,508,087     |
| 9  | 透明人間 The Invisible Man                                                                                        | ユニバーサル         | 0$64,914,050     |
| 10 | 野性の呼び声 The Call of the Wild                                                                                 | 20世紀スタジオ       | 0$62,342,368     |